# Río Kishkadzher
El río Kishkadzher o Kishjadzher (en ruso: Кышкаджер, Кышхаджер) es un río del Gran Cáucaso en el distrito de Karacháyevsk de la república de Karacháyevo-Cherkesia del sur de Rusia, en la reserva natural de Teberdá. Es afluente del Garalikol, uno de los componentes del Dhzmagat, afluente del Teberdá, que desemboca en el río Kubán.

## Curso
El río nace en los lagos y glaciares de la vertiente norte del Kishkadzher(3826 m). Su curso de 7 km discurre por un estrecho valle de montaña en dirección noroeste antes de desembocar en la orilla derecha del Garalikol, en su curso bajo.